# Stephan-Andreas Casdorff

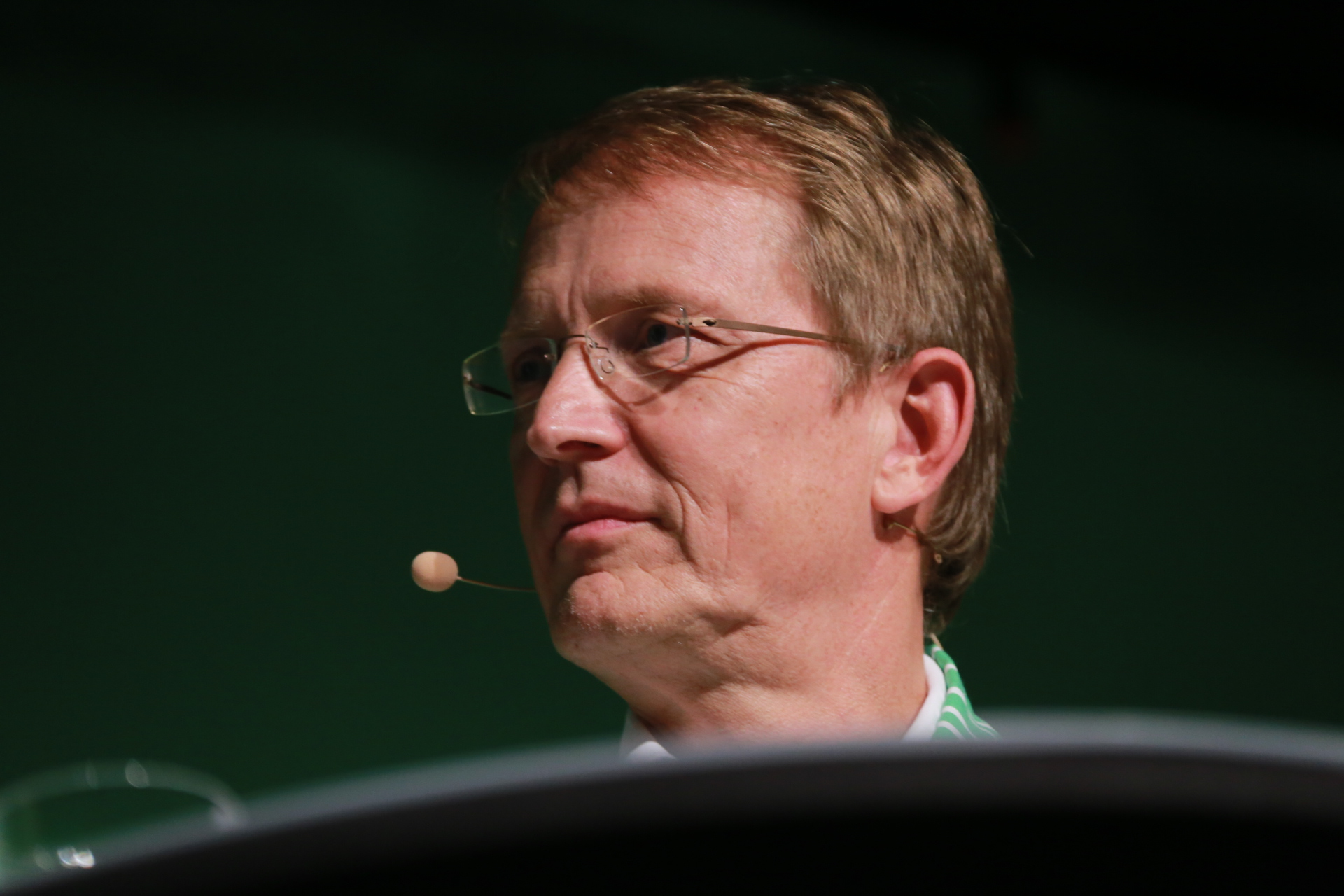
Stephan-Andreas Casdorff (2016)

Stephan-Andreas Casdorff (* 28. März 1959 in Köln) ist ein deutscher Journalist. Er war von 2018 bis 2024 Herausgeber der in Berlin erscheinenden Tageszeitung Der Tagesspiegel.

## Werdegang
Stephan-Andreas Casdorff ist der Sohn des Journalisten Claus Hinrich Casdorff (1925–2004) und dessen Frau Ursel geb. Zehnpfenning (1928–2018). Er machte nach Abitur und Wehrdienst 1979 ein Volontariat beim Express und Kölner Stadt-Anzeiger. Ab 1981 war er im Politikressort des Stadt-Anzeigers tätig, bevor er nach vier Jahren in die Parlamentsredaktion der Kölnischen Rundschau wechselte. Ab 1987 war er im Parlamentsbüro der Süddeutschen Zeitung  tätig, 1992 übernahm er die stellvertretende Chefredaktion der Kölnischen Rundschau. 1995 wurde er Leiter der Parlamentsredaktion der Stuttgarter Zeitung und arbeitet seit 1999 beim Berliner Tagesspiegel. Von 2004 bis 2018 war er dort gemeinsam mit Lorenz Maroldt Chefredakteur. 2014 wurden beide in der Kategorie „Chefredaktion regional“ als Journalisten des Jahres ausgezeichnet. Von 2018 bis 2024 war er einer der Herausgeber des Blattes. Seit 2025 ist er Editor-at-large beim Tagesspiegel.
Casdorff ist Mitglied des Kuratoriums der Johanna-Quandt-Stiftung, Kuratoriumsvorsitzender des Deutschen Freundeskreises Yad Vashem, Mitglied des Domkapitels Brandenburg und des Beirats der Evangelischen Akademie zu Berlin.

## Zitate
„Wir Journalisten sollen denen, über die wir berichten, nahekommen, ohne ihnen zu nahe zu treten – und uns nicht durch Nähe einnehmen lassen.“